# 지상렬의 출연 목록
아래는 지상렬의 출연 목록이다.

## 현재 방영중인 프로그램
- TV조선 《팡팡터지는 정보쇼 알맹이》 (2020년 ~ )
- JTBC 《사연 있는 쌀롱하우스》 (2021년 ~ )
- KBS2 《살림하는 남자들2》 (2025년 ~ )

## 방송 프로그램
- KBS1《가족오락관》초대 손님
- KBS2《TV는 사랑을 싣고》
- tbsTV《팩트인스타》
- TV조선 《부부젤라》
- 2012년 TV조선 《토크쇼 노코멘트》- MC
- 2012년 MBC every1 《무작정 패밀리 시즌 2》- 삼촌 역
- CMC TV 《Job star 일단맡겨!》
- 2010년 SBS 《패밀리가 떴다 시즌 2》- 고정멤버
- 2009년 SBS 《강심장》- 게스트
- 2009년 MBC 《하땅사》- 진행
- 2007년 KBS2 《1박 2일》 - 중도하차
- 2003년 KBS2 《스펀지 2.0》- 패널
- 2007년 KBS2 《해피투게더 시즌 3》 - 중도하차
- MBC 《일요일 일요일 밤에 - 브레인 서바이벌》 - 중도하차
- SBS 《남희석, 이휘재의 멋진만남》
- SBS 《좋은친구들》
- SBS 《호기심천국》
- 2007년 SBS 《작렬! 정신통일》
- 2009년 SBS 《있다! 없다?》
- VIKI 《노모쇼 시즌 2》
- MBN 《끝장대결! 창과 방패》
- MBC MUSIC 《강남 Feel 댄스 교습소》
- 2013년 tvN 《백만장자 게임 마이턴》
- 2011년 tvN 《리얼키즈 스토리 레인보우》- MC
- 2014년 JTBC 《님과 함께》
- VIKI 《노모쇼 시즌 3》
- 2014년 JTBC 《에브리바디》
- VIKI 《노모쇼 시즌 4》
- K-STAR 《부부감별쇼 리얼리?》
- 2015년 MBC 《미스터리 음악쇼 복면가왕》- 판정단
- 2015년 TV조선 《만나면 흥하리! 모란봉클럽》- MC
- 채널A 《구원의 밥상》
- KBS2 《언금술사》
- 채널A 《아내가 뿔났다》 (특별출연)
- 2015년 채널A 《개밥 주는 남자》(특별출연)
- 2016년 MBC 《나 혼자 산다》- 출연
- SBS 《셀프 디스 코믹 클럽》
- 2016년 JTBC 《냉장고를 부탁해》- 게스트
- 2016년 KBS2 《어서옵SHOW》
- 2017년 MBC 《은밀하게 위대하게》- 출연(10회)
- 2017년 MBC 《하하랜드》- 출연
- TV조선 《자연愛산다》
- 2017년 MBC 《발칙한 동거 빈방있음》
- 2018년 ~ 2019년 SBS 《가로채널》
- 2019년 ~ 2021년 채널A 《도시어부》
- tvN 《나의 영어사춘기》
- MBC 《미스터리 음악쇼 복면가왕》 - 이렇게 더울 거면 망고라도 열려야지 <참가자>
- SBS 플러스 렌트채널 님은 부재중-감스트와 출연
- SBS 《정글의 법칙》
- 2019년 SBS 《전설의 빅피쉬》
- SBS 《신발 벗고 돌싱포맨》
- KBS2 《배틀트립》
- 유튜브 《구독안하면 지상렬》
- 유튜브 《와인시대》
- 티몬 《오늘의 술상》
- MBC 《마을애 가게》
- 2022년 유튜브 《라면꼰대》
- 2023년 SBS《이상한 나라의 지옥법정》
- 2025년 KBS2 《오래된 만남 추구》

## 라디오
- MBC 표준FM 《지상렬, 노사연의 2시만세》 (2004년 4월 26일 ~ 2010년 4월 25일)
- TBS FM 《지상렬의 브라보, 브라보》 (2016년 9월 26일 ~ 2017년 10월 22일)
- SBS 러브FM 《뜨거우면 지상렬》 (2022년 7월 18일 ~ 2025년 4월 6일)
- KBS 쿨FM 《강혜정의 강혜파워》 (2025년 4월 7일~ 현재)

## TV 드라마
- 2002년 MBC 《막상막하》 ... 박상철 역
- 2003년 MBC 《죽도록 사랑해》
- 2003년 MBC 《내 인생의 콩깍지》 ... 이영진 역
- 2003년 MBC 《애인보다 좋은》
- 2003년 MBC 《비행접시》
- 2003년 MBC 《대장금》 ... 조치복 역
- 2004년 MBC 《불새》 ... 주유소 진상 손님 역 (우정출연)
- 2004년 MBC 《단팥빵》 ... 가란과 남준의 초등학교 선배 역 (특별출연)
- 2004년 MBC 《아일랜드》 ... 에로배우 역 (특별출연)
- 2004년 MBC 《형님이 돌아왔다》 ... 용철 역
- 2004년 MBC 《쨍하고 해뜰 날》
- 2005년 SBS 《불량 주부》 ... 김석준 역
- 2005년 KBS2 《이 죽일 놈의 사랑》 ... 태춘 역
- 2006년 MBC 《놈들의 수다》
- 2006년 SBS 《독신천하》 ... 서동희 역
- 2006년 KBS1 《나쁜소설》 ... 인영 역 (류종원 성인)
- 2007년 MBC 《이산》 ... 이천 역
- 2007년 MBC 《히트》 ... 강용필 역
- 2009년 KBS2 《공주가 돌아왔다》 ... 세뇨르 역
- 2009년 tvN 《세남자 2009》 ... 지호태 역
- 2011년 MBC 《최고의 사랑》 ... 세바퀴 게스트 역
- 2014년 KBS2 《뻐꾸기 둥지》 ... 사기꾼 역 (특별출연)
- 2018년 MBC 《내사랑 치유기》 ... 주유소 사장 역 (특별출연)

## 영화
- 《작업의 정석》 ... 엔딩 작업남 역 (특별출연)
- 《가필드 2》 ... 미친 개 롬멜 더빙 목소리 역

## 광고
- 2000년 hy 포포야 (with 염경환)
- 2001년 농심 쫄병스낵 (with 염경환)
- 2002년 농심 쫄병스낵
- 2004년 에이스침대 (with 이효리, 김성민)
- 2004년 하나포스닷컴 센게임 지상렬의 막포커
- 2006년 계동치킨
- 2006년 루노소프트 지상렬맞고
- 2009년 오엔 부라보 유
- 2016년 도그코리아 DNA실명제
- 2017년 한국인삼공사 정관장 지니펫
- 2019년 K2 피싱라인 (with 이태곤)
- 2021년 한국어촌어항공단 낚시안전캠페인 (with KCM)
- 2021년 카브루 맥주
- 2022년 라쿠아비바
- 2022년 용현 서희스타힐스

## 홍보대사
- 2004년 인천지방경찰청 청소년범죄예방 홍보대사
- 2009년 인천 방문의 해 민간홍보대사
- 2009년 인천세계도시축전 명예홍보대사
- 2009년 인천시 문화관광홍보대사
- 2016년 도그코리아 DNA실명제 홍보대사
- 2016년 국제반려동물영화제 홍보대사

## 뮤직비디오
- 신나고 ‘이쁘니까’
- 오로라 ’따따블’